# Helmut Ortner (Journalist)
Helmut Ortner (* 1950 in Gendorf) ist ein deutscher Journalist, Medienentwickler („Blattmacher“) und Publizist.

## Leben
Ortner wuchs in der Nähe seines Geburtsort in Burghausen an der Salzach auf. 1955 zogen seine Eltern mit ihm und seinem Bruder nach Frankfurt-Höchst, dort verbrachte er auch seine Schul- und Jugendzeit. Nach einer Schriftsetzer-Lehre studierte er an der Hochschule für Gestaltung Offenbach am Main, wo er sich bereits mit der grafischen Konzeption von Magazinen und Zeitungen beschäftigte. Nach Ableistung seines Zivildiensts setzte er sein Studium in Offenbach nicht fort: Er wechselte an die Fachhochschule Darmstadt, an der er Sozialpädagogik und Kriminologie studierte und als Dipl.-Sozialpädagoge abschloss. 1975 veröffentlichte er seine in Zusammenarbeit mit Reinhard Wetter entstandene Abschlussarbeit Gefängnis und Familie. Es folgten von zahlreichen Veröffentlichungen begleitete soziale Projekte in Justizvollzugsanstalten und die Arbeit als ehrenamtlicher Bewährungshelfer. 1977 war Ortner Herausgeber von Staatsfeind, der ich bin … : Ein Lesebuch.
Nach seiner sozialpädagogischen Arbeit absolvierte Ortner „journalistische Lehrjahre“ bei verschiedenen Magazinen, für die er Reportagen, Porträts und Essays schrieb. Von 1989 bis 1992 war er Chefredakteur der Zeitschrift PRINZ und von 1994 bis 1999 Chefredakteur der Zeitschrift Journal Frankfurt, deren Auflage er von 32.000 auf 43.000 Exemplare steigern konnte. Bereits ab 1995 entwickelte Ortner (Neu-)Konzeptionen für Zeitschriften, eine Arbeit, der er sich ab 1999 verstärkt widmete und die 2000 zur Gründung eines Büros in Frankfurt am Main für Konzepte und Relaunchs von Magazinen und Zeitungen führte. Ortner überarbeitete die Gestaltung von mehr als 80 Magazinen und Zeitungen, u. a. von Das Parlament, Jüdische Allgemeine, Weinwelt, Cicero, Focus und zahlreiche AOK-Magazine, für die er vielfach ausgezeichnet wurde. Journalistische Beiträge schrieb er für den Playboy und das Penthouse („weil super Honorar“), für Zeitungen wie die Frankfurter Rundschau und die ZEIT, Cicero, aber auch für linke Magazine wie konkret und Pflasterstrand.
Seit 1978 veröffentlichte Ortner zahlreiche Bücher, die in mehreren Auflagen und in über zehn Sprachen erschienen sind. Bereits 1987 erschien mit El Solitario die spanische Übersetzung des Buches Georg Elser – Der Einzelgänger. Besonders erfolgreich war 2012 mit The Lone Assassin die amerikanische Ausgabe über Georg Elser.
Ortner wohnt in Darmstadt und arbeitet in Frankfurt-Sachsenhausen. Er ist passionierter Rennradfahrer, Kunstliebhaber und Eintracht-Frankfurt-Fan. Seit 2018 ist er Mitglied im Beirat der Giordano-Bruno-Stiftung (gbs).

## Privatleben
Von 2000 bis 2017 war er mit der CDU-Politikerin Julia Klöckner liiert.

## Auszeichnungen
- 1986: Stadtschreiberpreis der Stadt Kelsterbach
- 1988: Lesereise nach Südamerika auf Einladung des Goethe-Instituts

## Schriften
- Heimatkunde: Falsche Wahrheiten. Richtige Lügen, Edition Faust, Frankfurt am Main 2024, ISBN 978-3949774553.
- Das klerikale Kartell: Warum die Trennung von Kirche und Staat überfällig ist (mit einem Nachwort von Ingrid Matthäus-Maier), Nomen Verlag, Frankfurt am Main 2024, ISBN 978-3-939816-95-9.
- Volk im Wahn: Hitlers Deutsche oder Die Gegenwart der Vergangenheit. Dreizehn Erkundungen, Edition Faust, Frankfurt am Main 2022, ISBN 978-3-949774-04-1
- Widerstreit: Über Macht, Wahn und Widerstand, nomen Verlag, Frankfurt am Main 2021, ISBN 978-3-939816-80-5.
- Ohne Gnade: Eine Geschichte der Todesstrafe, nomen Verlag, Frankfurt am Main 2020, ISBN 978-3-939816-72-0.
- EXIT: Warum wir weniger Religion brauchen – Eine Abrechnung. nomen Verlag, Frankfurt am Main 2019, ISBN 978-3939816614.
- Dumme Wut. Kluger Zorn: Anklagen und Freisprüche, nomen Verlag, Frankfurt am Main, 2018, ISBN 978-3-9398-1650-8.
- Wenn der Staat tötet. Eine Geschichte der Todesstrafe. Theiss, Stuttgart 2017, ISBN 978-3-8062-3597-5.
- Gnadenlos deutsch. Fünf Dossiers. nomen Verlag, Frankfurt am Main 2016.
- Fremde Feinde: Sacco & Vanzetti – Ein Justizmord, nomen Verlag, Frankfurt am Main 2015, ISBN 978-3-939816-25-6.
- Der Hinrichter: Roland Freisler – Mörder im Dienste Hitlers, nomen Verlag, Frankfurt am Main 2014, ISBN 978-3-939816-21-8.
- Widerstand ist zwecklos. Aber sinnvoll., nomen Verlag, Frankfurt am Main 2013, ISBN 978-3-939816-19-5.
- Das Buch vom Töten: Über die Todesstrafe, zu Klampen, Springe 2013, ISBN 978-3-86674297-0.
- (Hrsg.) Zorn: eine Hommage. Mit Beiträgen von Jutta Limbach, Claus Leggewie und Uwe Wittstock, zu Klampen, Springe 2012, ISBN 978-3-86674176-8.
- Täter. Opfer. Komplizen, nomen Verlag, Frankfurt am Main 2009, ISBN 978-3-939816-15-7.
- (Hrsg.) Hitlers Schatten: Deutsche Reportagen, nomen Verlag, Frankfurt am Main 2009, ISBN 978-3-939816-16-4.
- Der einsame Attentäter: Georg Elser – Der Mann, der Hitler töten wollte, nomen Verlag, Frankfurt am Main 2008, ISBN 978-3-939816-03-4.
- Alles andere später, nomen Verlag, Frankfurt am Main 2005, ISBN 3-9809981-1-8.
- Falsche Wahrheiten. Richtige Lügen, nomen Verlag, Frankfurt am Main 2005, ISBN 3-9809981-0-X.
- Schöne Aussichten, Zambon, Frankfurt am Main, 1997, ISBN 9783889750587.